# Comuna Belinț, Timiș
Belinț (germană Belintz, maghiară Belence) este o comună în județul Timiș, Banat, România, formată din satele Babșa, Belinț (reședința), Chizătău și Gruni.

## Localizare
Se situează în estul județului Timiș, pe DN6, la o distanță de 14,5 km de municipiul Lugoj și 45,5 km de municipiul Timișoara.

## Istorie
Satul a fost locuit încă din preistorie și s-a ridicat în vecinătatea localității (antice) Tapia. Belințul în secolul X a aparținut Voievodatului lui Glad și apoi Districtului medieval al Belului. Denumirea Belinț (Belinc, Belence) a evoluat de-a lungul timpului astfel:
- 1285 Becl
- 1368 Belenche
- 1482 Belincz
- 1723 Bellinz
- 1828 Belintz
- 1869 Belintiu
- 1913 Belencze [3]

Într-un defter otoman din 1554, este consemnat cu 34 case.

## Politică
Comuna Belinț este administrată de un primar și un consiliu local compus din 11 consilieri. Primarul, Laurențiu-Ionel Tîrziu[*], de la Partidul Național Liberal, este în funcție din octombrie 2020. Începând cu alegerile locale din 2024, consiliul local are următoarea componență pe partide politice:
|  | Partid                    | Consilieri | Componența Consiliului | Componența Consiliului | Componența Consiliului | Componența Consiliului | Componența Consiliului | Componența Consiliului | Componența Consiliului | Componența Consiliului |
|  | ------------------------- | ---------- | ---------------------- | ---------------------- | ---------------------- | ---------------------- | ---------------------- | ---------------------- | ---------------------- | ---------------------- |
|  | Partidul Național Liberal | 8          |                        |                        |                        |                        |                        |                        |                        |                        |
|  | Partidul Social Democrat  | 2          |                        |                        |                        |                        |                        |                        |                        |                        |
|  | Alianța Dreapta Unită     | 1          |                        |                        |                        |                        |                        |                        |                        |                        |

### Primari
- 2004-2004: Romulus Vlaiconi (PSD); viceprimar Gabriel Zanfir (PNL).

Consiliul Local a fost constituit din 11 consilieri, împărțiți astfel:
|  | Partid                                     | Consilieri | Componența | Componența | Componența | Componența | Componența |
|  | ------------------------------------------ | ---------- | ---------- | ---------- | ---------- | ---------- | ---------- |
|  | Partidul Social Democrat                   | 5          |            |            |            |            |            |
|  | Alianța Dreptate și Adevăr (4 PD și 1 PNL) | 5          |            |            |            |            |            |
|  | Partidul România Mare                      | 1          |            |            |            |            |            |

## Obiective turistice
- Biserica Ortodoxă "Învierea Domnului" din 1797

## Demografie
Componența etnică a comunei Belinț
     Români (89,46%)
     Alte etnii (10,54%)
Componența confesională a comunei Belinț
     Ortodocși (82,99%)
     Penticostali (5,15%)
     Alte religii (1,78%)
     Necunoscută (10,08%)
Conform recensământului efectuat în 2021, populația comunei Belinț se ridică la 2.410 locuitori, în scădere față de recensământul anterior din 2011, când fuseseră înregistrați 2.789 de locuitori. Majoritatea locuitorilor sunt români (89,46%). Din punct de vedere confesional, majoritatea locuitorilor sunt ortodocși (82,99%), cu o minoritate de penticostali (5,15%), iar pentru 10,08% nu se cunoaște apartenența confesională.

## Personalități născute aici
- Horia Căciulescu (1922 - 1989), actor.